# Паранеопластичний синдром
Паранеопласти́чний синдро́м (ПНС) — клініко-лабораторний прояв злоякісної пухлини, обумовлений не її локальним чи метастатичним ростом, а неспецифічними реакціями з боку різних органів і систем або ектопічною продукцією пухлиною біологічно активних речовин. Паранеопластичні синдроми поширені у пацієнтів середнього і літнього віку, та найбільш часто розвиваються при раку легень, молочної залози, яєчників, а також при лімфомі. Деколи симптоми паранеопластичного синдрому маніфестують ще до діагностики злоякісної пухлини.

## Загальні ПНС
Нерідко супроводжуються симптомами раку, такими, як кахексія, гіпертермія, анемія, лейкоцитоз і тромбоз.

## Особливі ПНС
Особлива паранеоплазія може бути спричинена виробництвом гормоноподібних речовин або імунологічними механізмами. Особливі паранеопластичні синдроми виникають в 2-15 % хворих на рак, найчастіше при дрібноклітинному раку легень (40 %).

## Класифікація
Паранеопластичні синдроми поділяють на 4 основні категорії — ендокринні, неврологічні, шкірно-слизові та гематологічні, а також інші, не включені в основні категорії:
| Група синдромів | Синдром                                    | Пухлини, що відповідають за розвиток ПНС                                                           | Механізм розвитку                                       |
| Ендокринні      |                                            | |                                                         |
| --------------- | ------------------------------------------ | -------------------------------------------------------------------------------------------------- | ------------------------------------------------------- |
| Ендокринні      | Синдром гіперкортицизму                    | - Дрібноклітинний рак - Рак підшлункової залози - Пухлини нервової системи - Тимома                | Ектопічний АКТГ або АКТГ-подібні речовини               |
| Ендокринні      | СНАДГ                                      | - Дрібноклітинний рак - Пухлини ЦНС                                                                | Передсердний натрійуретичний пептид                     |
| Ендокринні      | Гіперкальціємія                            | - Рак легень (особливо плоскоклітинний) - Рак молочної залози - Рак нирки - Лімфома - Рак яєчників | ФНО, Інтерлейкін 1                                      |
| Ендокринні      | Гіпоглікемія                               | - Фібросаркома - Інші мезенхімальні саркоми - Гепатоцелюлярна карцинома                            | Інсулін або інсуліноподібні речовини                    |
| Ендокринні      | Карциноїдний синдром                       | - Бронхіальна аденома (по типу карциноїда) - Рак підшлункової залози - Рак шлунка                  | Серотонін, брадикінін                                   |
| Ендокринні      | Поліцитемія                                | Див. гематологічні ПНС                                                                             | Див. гематологічні ПНС                                  |
| Неврологічні    | Міастенічний синдром Ламберта — Ітона      | - Дрібноклітинний рак легені                                                                       | Імунний                                                 |
| Неврологічні    | Паранеопластична мозочкова дегенерація     | - Рак легень - Рак яєчника - Рак молочної залози                                                   |                                                         |
| Неврологічні    | Енцефаломієліт                             | | Запалення головного та спинного мозку                   |
| Неврологічні    | Лімбічний енцефаліт                        | |                                                         |
| Неврологічні    | Анти-NMDA-рецепторний енцефаліт            | - Тератома яєчника                                                                                 | Імунний                                                 |
| Неврологічні    | Стовбуровий енцефаліт                      | |                                                         |
| Неврологічні    | Опсоклонус                                 | |                                                         |
| Неврологічні    | Поліміозит                                 | |                                                         |
| Шкіро-слизові   | Acanthosis nigricans                       | - Рак шлунка - Рак легень - Рак матки                                                              | - Імунологічний - Секреція епідермального фактору росту |
| Шкіро-слизові   | Дерматоміозит                              | - Бронхогенний рак - Рак молочної залози                                                           | Імунологічний                                           |
| Шкіро-слизові   | Симптом Лесера — Трела                     | |                                                         |
| Шкіро-слизові   | Некролітична мігруюча еритема              | Глюкагонома                                                                                        |                                                         |
| Шкіро-слизові   | Синдром Світа                              | |                                                         |
| Шкіро-слизові   | Квітучий папіломатоз шкіри                 | |                                                         |
| Шкіро-слизові   | Гангренозна піодермія                      | |                                                         |
| Шкіро-слизові   | Гіпертрихоз пушкового волосся              | |                                                         |
| Гематологічні   | Гранулоцитоз                               | | Гранулоцитарний колонієстимулюючий фактор               |
| Гематологічні   | Поліцитемія                                | - Рак нирки - Гемангіома мозочка - Гепатоцелюлярна карцинома                                       | Еритропоетин                                            |
| Гематологічні   | Мігруючі венозні тромбози (синдром Труссо) | - Рак підшлункової залози - Бронхогенний рак                                                       | Муцини, активізуючі тромбоз, інші                       |
| Гематологічні   | Небактеріальний тромботичний ендокардит    | - Пізні стадії раку                                                                                | Гіперкоагуляція                                         |
| Гематологічні   | Анемія                                     | - Пухлини тимусу                                                                                   | Невідомо                                                |
| Різні           | Мембранний гломерулонефрит                 | - Різні                                                                                            | - Пухлинно-специфічні антигени - Імунні комплекси       |
| Різні           | Онкогенна остеомаляція                     | - Гемангіоперицитома                                                                               | - FGF-23 (Фактор росту фібробластів-23)                 |

.

## Неврологічні ПНС
Найтяжча в клінічному відношенні група паранеопластичних синдромів — паранеопластичні неврологічні розлади. Ці синдроми можуть залучати як центральну, так і периферичну нервову систему; деякі з них супроводжуються нейродегенерацією, хоча деякі (наприклад, міастенічний синдром Ламберта — Ітона) можуть клінічно поліпшуватися на тлі лікування. У числі симптомів паранеопластичних неврологічних розладів — атаксія, запаморочення, ністагм, утруднення ковтання, втрата м'язового тонусу, порушення координації рухів, дизартрія, проблеми із зором, розлади сну, деменція, втрата шкірної чутливості.
Поширеніші паранеопластичні неврологічні розлади при раку молочної залози, легень, пухлинах яєчників, проте зустрічаються і при багатьох інших злоякісних захворюваннях.
Лікування включає в себе:
- Методи, спрямовані на лікування пухлини (хіміотерапія, радіотерапія, хірургічне втручання);
- Методи, спрямовані на зменшення або уповільнення нейродегенерації.

Швидка діагностика і лікування дуже важливі для можливості неврологічного відновлення пацієнта. У зв'язку з рідкістю цієї патології, лише деякі фахівці зустрічалися з ними в клінічній практиці, тому консультація таких фахівців необхідна при лікуванні паранеопластичних неврологічних розладів.

## Ендокринні ПНС
Виробництво гормонів та гормонних прекурсорів на пухлинну тканину імітує наявність ендокринних захворювань. Точні причини поки невідомі.

## Антитіло-опосередкований ПНС
Антитіло-опосередкована паранеоплазія виникає, коли імунна система виробляє антитіла проти пухлини, але ці антитіла також атакують здорові тканини (перехресна реактивність). Якщо пухлина видаляється, це не обов'язково зупинить імунну відповідь, і продовження вироблення антитіл може зашкодити здоровим тканинам. Проте, прогноз для пацієнтів з антитілами при ПНС, у багатьох випадках, кращий, ніж прогноз хворих без антитіл проти пухлини, тому що антитіла, що розвиваються, з одного боку, мають свою клінічну значимість, а з іншого боку, вони придушують пухлину. Імуносупресивна терапія в даний час експериментується.